# Entren los que quieran
Az Entren los que quieran (magyarul: Tessék belépni!) a Puerto Ricói Calle 13 együttes negyedik nagylemeze, ami a Sony Music Latin kiadó gondozásában jelent meg 2010. október 26-án.
Az együttes negyedik stúdióalbuma folytatja és újabb elemekkel gazdagítja a 2007-ben megjelent Residente o Visitante illetve a 2008-as Los de atrás vienen conmigo nagylemezekről ismert zenei kísérleteket. Kompozíciójában különböző stílusokat variál, olyanokat mint a rock, a ska, a merengue, reggaetón vagy a bollywoodi zene, a dalszövegekben pedig olyan politikai kérdések jelennek meg, amelyeket korábban nem érintettek.
A nagylemez a kritikusoknál pozitív fogadtatásra talált, sokan dicsérték kísérletező stílusa miatt. Több nemzetközi slágerlistára is feljutott, a Billboard Top Latin Albums listán a hatodik, a Rap Albums listán pedig a 25. helyen szerepelt. Az albumon lévő dalokból később nyolc jelent meg kislemezen, köztük az együttes talán legismertebb száma, a Latinoamérica, ami a Billboard két listáján is – a Billboard Top Latin Songs és a Latin Rhythm Digital Songs listán – a legjobb tíz közé került. Az album összesen kilenc Latin Grammy-díjat kapott, többek között Az év albuma, a Latinoamérica című szám pedig Az év dala díjat. 2012-ben Grammy-díjra is jelölték a Best Latin Pop, Rock or Urban Album kategóriában.

## Háttér
A 2007-ben megjelent Residente o Visitante album után a Calle 13 együttes 2008-ban adta ki a korábbinál sokkal változatosabb zenei anyaggal bíró Los de atrás vienen conmigo nagylemezt, amin olyan műfajokkal kísérleteztek, mint a szamba, a candombe vagy az elektronika. Az album 2009-ben öt Latin Grammy-díjat nyert, köztük Az év albuma díjat. Heves vitákat váltott ki, amikor Residente, az együttes szólóénekese és dalszövegírója a 2009-es MTV Latin America Awards házigazdájaként arról akarta tájékoztatni a hallgatóságot, hogy Puerto Ricóban tüntetések folynak Luis Fortuño kormányzó ellen, aki több ezer állami munkahelyet szüntetett meg, köztük azt is, ahol korábban Residente anyja dolgozott. A díjátadó során Fortuñót és annak anyját trágár kifejezésekkel illette és ez sokakban haragot váltott ki az együttessel szemben. Később az esetet így kommentálta: „Nagyon ki voltam borulva, tényleg. De most már kicsit megfontoltabb vagyok. – Az igazat akarom mondani,de nem szeretném, ha a mondanivalóm lényege elsikkadna.”
A Calle 13 újabb vitára adott okot, amikor a duó 2010 márciusában Havannába utazott, hogy az amerikaiak kubai érdekképviseletének helyt adó épület előtt tartson előadást. Nem sokkal a műsor előtt a börtönben meghalt egy politikai fogoly, aki éhségsztrájkkal tiltakozott a kubai kormány ellen, a Miamiban élő kubai menekültek pedig kifogásolták, hogy az együttes ebben az időpontban lépett fel. Residente szerint az eseményről pontatlanul tudósítottak és ehhez hozzáfűzte még: „Olyan dolgokat mondtunk ki, amit korábban színpadon még egyetlen művész sem mondott, például hogy »a nép parancsol, a kormány pedig engedelmeskedik«”. Ezek az események nagy hatással voltak Residente költői stílusára és a következő album témaválasztására: „Nem az életkorom az, ami érettebbé tesz, hanem amit látok és átélek. Már soha nem fogok könnyedén kimondani dolgokat. Gondolkodom, mielőtt kimondanám őket.”

## Felvételek
Az album számait részben Puerto Rico fővárosában San Juanban a Playbach Studios-ban és a Música Satánica Studios-ban, részben pedig Miamiban a  Circle House Studios-ban vették fel. A mixelést a Circle House Studios-ban és New Yorkban a Long Island-i Zeitgeist Sound Studios-ban végezték. Az album címével kapcsolatban – ami magyarra úgy fordítható, hogy „Tessék belépni!” vagy  „Aki akar, lépjen be!” – Visitante kifejtette, hogy ezzel azt akarták mondani: „Mindenkit meghívunk. Ha nem akarsz jönni, akkor nem nem jössz.” Ed Morales a New York Daily News-ban úgy interpretálta az album címét, hogy „egy biztonságos helyen történő lázadásra hívja a hasonlóan gondolkodó latin-amerikai fiatalokat”. Az albumborítón lévő grafika robbanóanyagokat ábrázol, amiről Judy Cantor Navas író a Billboardban úgy vélekedett, hogy „olyan provokáló, hogy felülmúlja  és egyben parodizálja is a Calle 13 hírnevét.”

## Kompozíció

### Zene

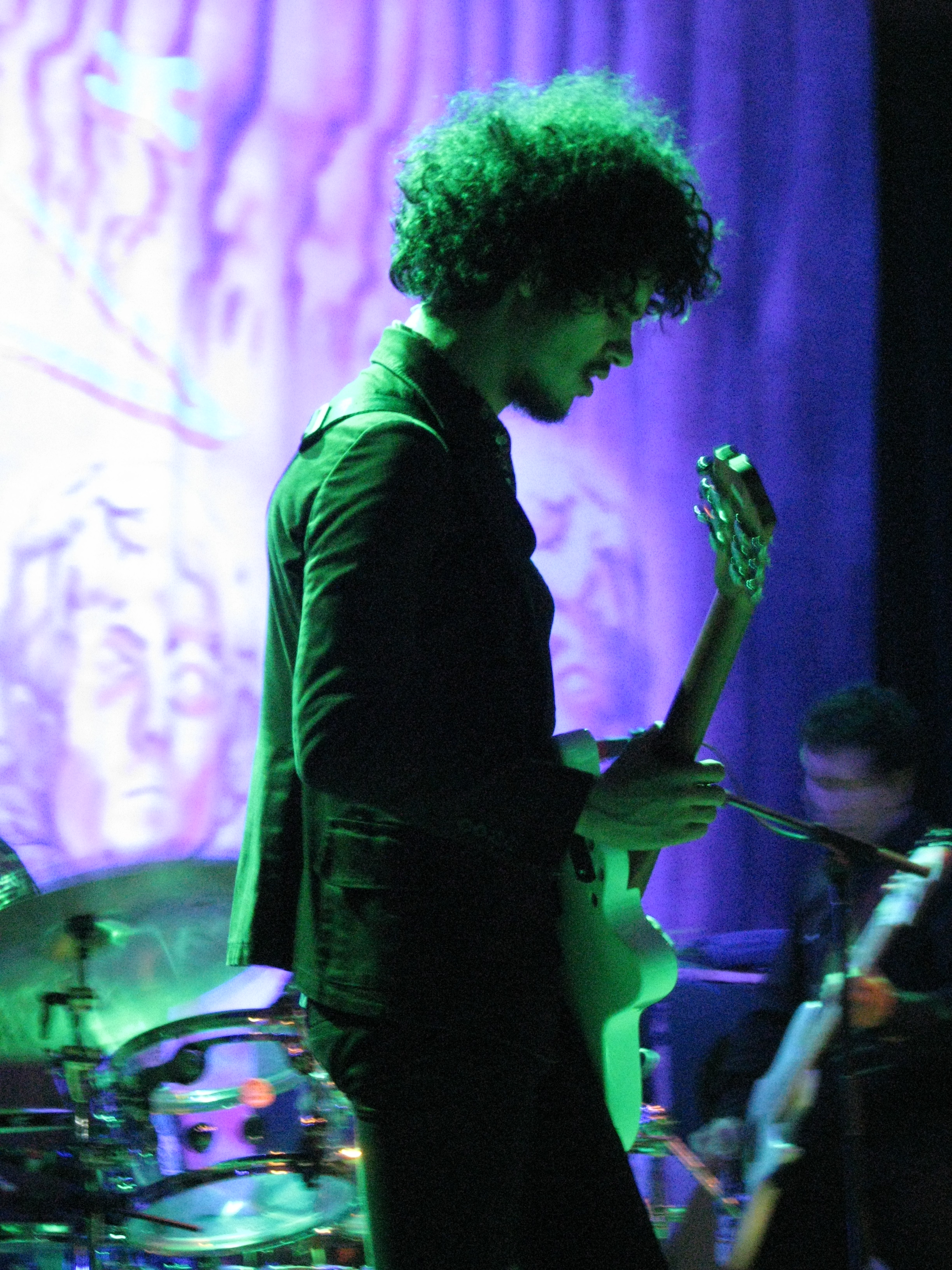
Omar Rodríguez-López gitáros (The Mars Volta)

Visitante, az album zenei anyagának szerzője és egyben előadója elmondta, hogy folytatták a korábban megkezdett zenei kísérletezésüket. Úgy vélte, együttműködésük a The Mars Volta együttes tagjával, Omar Rodríguez-Lópezzel a Calma pueblo dalnak „Beastie Boys-os vibrálást adott.” Rodríguez-López gitárjátékát ezen a felvételen „gonosznak” minősítették, ami egyre csak fokozza a dalszövegben megjelenő erőszakot. A Baile de los pobres bollywoodi és reggaetón zenei elemeket tartalmaz, a La bala pedig olyan hangulatot teremt, mintha egy spagettiwesternnek lenne a kísérőzenéje. A Vamo' a portarnos mal ritmusában ska és merengue hatását lehet érezni. A Muerte en Hawaii című számban Visitante ukulelén játszik,  ettől válik a dal „cool beach” hangzásúvá. Az együttes legismertebb száma a Latinoamérica folklór jellegű, a dal előadásában három meghívott vendégénekesnő adja a vokált: a perui Susana Baca,  a kolumbiai Totó la Momposina és a brazil Maria Rita.

### Dalszöveg
Az korábbi nagylemez megjelenése óta átélt események hatására Residente az Entren los que quieran albumon még több figyelmet szentelt a politikának. A Calma pueblo (Nyugi, emberek) című számban többek között szó esik becstelen politikusokról, az élőkoncerteket meghamisító playbackről és a könnyűzenei iparban payola néven ismert jelenségről, amikor a lemezkiadók kenőpénzt fizetnek a DJ-knek, hogy bizonyos lemezeket gyakrabban játsszanak. Residente utal a Calle 13 szponzoraira is, a dalszöveg egyik sorában azt mondja: „Nem az Adidas használ engem, én használom az Adidast (»Adidas no me usa, yo estoy usando Adidas«).” Residente eredetileg nyolc oldalnyi szöveget írt ehhez a dalhoz, amiből aztán nagyon sokat törölt. Elmondása szerint „a dalszöveg olyannak tűnt, mintha egy röpirat lett volna, és én nem ezt akartam.” A Digo lo que pienso (Azt mondom, amit gondolok) számról úgy vélekedtek, hogy az „gyilkos támadás” San Juan polgármestere, Jorge Santini Padilla ellen.
A Latinoamérica a latin-amerikai kontinens kultúráját dicsőíti, egyben pedig elítéli az Egyesült Államok beavatkozását a régió politikájába; a dalban Residente megfogadja, hogy soha nem felejti el a Kondor-hadműveletet. A La bala (A golyó) egy lövedék röppályájának a leírásával tiltakozik az értelmetlen erőszak ellen. Visitante szerint a Prepárame la cena (Csináld meg a vacsorám) a bebörtönzöttségről szól, amihez hozzátette: „Előfordulhat néha, hogy börtönbe zártak, ám közben te kint vagy.” A Baile de los pobres (Szegények tánca) számról azt írták, hogy „kéjsóvár dal”, mondanivalójában pedig hasonlít Billy Joel 1983-ban megjelent Uptown Girl című számához, ami a „munkásosztály vágyainak” ad hangot. Residente gyengédebb oldalát az albumon a La vuelta al mundo (A világ körül) című dalban képviseli, ebben két fiatal kitör a monoton irodai munka ketrecéből és világ körüli útra indul.

## Fogadtatás

### Listák
Az Entren los que quieran a hatodik helyet érte el a Billboard Top Latin Albums listán és 25 hétig volt fenn.
A Billbord Rap Albums listán egy hétig volt a 25. helyen, a Top Current Album listán pedig a 199. volt. Az első helyig jutott Argentínában, a 22. helyig Mexikóban, és a 90. helyig Spanyolországban.
| 2010                              | Legjobb helyezés |
| --------------------------------- | ---------------- |
| Argentine Albums Chart            | 1                |
| Mexican Albums Chart              | 22               |
| Spanish Albums Chart              | 90               |
| U.S. Billboard Top Current Albums | 90               |
| U.S. Billboard Top Latin Albums   | 6                |
| U.S. Billboard Top Rap Albums     | 26               |

| Billboard 2011           | Helyezés |
| ------------------------ | -------- |
| U.S. Latin Albums)       | 68       |
| U.S. Latin Rhythm Albums | 6        |

### Kritikák
Az Entren los que qiueran általában pozitív visszhangot kapott a kritikusok körében. Melissa Maerz az Entertainment Weekly magazinban az albumnak A- fokozatot adott és azt írta, „az album bollywoodi, hawaii és latin stílusú, gyújtó hatású agitprop dalai arra késztetik az embert, hogy bombát dobjon minden olyan rádióállomásra, amelyik nem akar spanyol nyelvű rockot játszani.” Mariano Prunes, az AllMusic kritikusa az albumnak három és fél csillagot adott a maximális ötből, mert bár a lemezt végig nagyon erősnek találta, viszont   kevésbé érezte sokkoló hatásúnak az együttes korábbi albumainál: „bár az album előrehaladtával a ritmus erős, a szöveg pedig szellemes marad, a maximális hatás kezd magától kifulladni.” Jasmine Garsd a National Public Radio szerkesztője dicsérte az albumot, a Latinoamérica dalról pedig úgy vélekedett, hogy „egy gyönyörű óda a latinokhoz, éljenek bárhol.” Gards véleménye szerint az együttes azért vonzó a latin-amerikaiaknak, mert „kitartóan küzdenek a Latin-Amerikában nagyon is létező szörnyűségek ellen. Ugyanakkor dacosságuk egy része abban rejlik, hogy képesek szórakoztatóak, viccesek és szexik lenni mindezen borzalmak ellenére.”
Bill Friskics-Warren, a The Washington Post kritikusa különösen a Calma pueblo, a La bala és a Vamo' a portarnos mal számokat ajánlotta az albumról és dicsérte Visitante sokrétű zenéjét azt írva szerzeményeiről, hogy „azok ugyanannyira tudatosak, mint az együttes üzenete.” Judy Cantor-Navas a Billboard magazinban a La bala című számot az album leghatásosabb felvételének nevezte és azt írta, hogy „a Calle 13 együttes első személyben előadott heves társadalomkritikája és mindenre kiterjedő lázadása bátorságot és tisztességességet közvetít még akkor is, ha Residente védekező hencegése  esetleg fárasztóvá válhat.” Melissa MacEwen a The Tufts Daily napilapban ötből négy csillagot adott az albumnak, véleménye szerint „az album nagyon fülbemászó, szövege szellemes, jó a dalok szerkezete, és kifejezetten olyan érzést kelt, hogy jól lehet rá táncolni.”

### Díjak
Az Entren los que quieran albumot a 2011-es Latin Grammy-díjátadó előtt tíz kategóriában jelölték, ami rekord a díj történetében. Jon Pareles a The New York Times-ban úgy vélekedett, az együttest eklektikus zenei kísérlete segítette hozzá, hogy több kategóriában is jelöljék. A 2008-ban megjelent Los de atrás vienen conmigo album után ez az együttes második nagylemeze, amelyik elnyerte Az év albuma díjat. Ezen kívül nyertek még A legjobb urban zenei album és a Baile de los pobres számmal A legjobb urban zenei dal kategóriában. További két díjat kapott a Latinoamérica című szám, egyet Az év dala és a másikat Az év felvétele kategóriában. Az albumot Grammy-díjra nevezték a Best Latin, Pop or Rock Album kategóriában. Mexikóban az albumot kétszer jelölték Premios Oye!-díjra, a Prepárame la cena című dalt pedig a Telenovela egyik show műsorában jelölték Az év dala díjra.

## Az album dalai
Az összes dalszöveg szerzője Residente; az összes szám szerzője Visitante.
| 1.    | Intro                                                                                          | 3:17 |
| 2.    | Calma pueblo (közreműködik Omar Rodríguez-López)                                               | 4:10 |
| 3.    | El baile de los pobres                                                                         | 3:32 |
| 4.    | La vuelta al mundo                                                                             | 3:54 |
| 5.    | La bala                                                                                        | 4:27 |
| 6.    | Vamo' a portarnos mal                                                                          | 4:04 |
| 7.    | Latinoamérica (közreműködik Totó la Momposina, Susana Baca, Maria Rita és Gustavo Santaolalla) | 4:58 |
| 8.    | Inter – En Annunakilandia (Interlude)                                                          | 1:04 |
| 9.    | Digo lo que pienso                                                                             | 4:53 |
| 10.   | Muerte en Hawaii                                                                               | 3:10 |
| 11.   | Todo se mueve (közreműködik Seun Kuti és Nestor Torres)                                        | 3:22 |
| 12.   | El hormiguero                                                                                  | 5:05 |
| 13.   | Prepárame la cena                                                                              | 5:19 |
| 14.   | Outro                                                                                          | 1:11 |
| 52:31 |                                                                                                |      |

## Koncertkörút
A Calle 13 együttes az Entren los que quieran album zenei anyagával nagyszabású nemzetközi turnéba kezdett 2011. január 20-án. A 2012. december 15-ig tartó koncertkörút során összesen 92 alkalommal léptek fel Észak- és Dél-Amerika valamint Európa különböző nagyvárosaiban.

## Fordítás
- Ez a szócikk részben vagy egészben  az   Entren Los Que Quieran című angol Wikipédia-szócikk ezen változatának fordításán alapul.  Az eredeti cikk szerkesztőit annak laptörténete sorolja fel. Ez a jelzés csupán a megfogalmazás eredetét és a szerzői jogokat jelzi, nem szolgál a cikkben szereplő információk forrásmegjelöléseként.